# Certhia
Certhia Linnaeus, 1758 è un genere di uccelli Passeriformes della famiglia Certhiidae.

## Etimologia
Il nome scientifico del genere, Certhia, deriva dal greco κερθιος (kerthios), nome col quale Aristotele definisce un non meglio identificato uccellino arboricolo e insettivoro.

## Descrizione

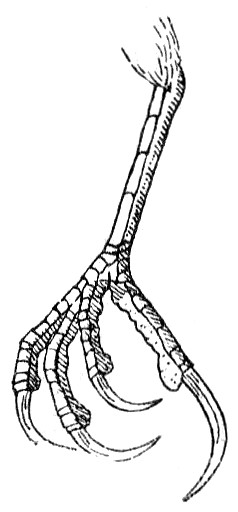
Zampa di
C. familiaris.

Le varie specie di rampichino sono piuttosto simili fra loro: si tratta di uccelli di piccole dimensioni (11-14 cm), dall'aspetto paffuto e arrotondato, muniti di grossa testa piriforme (arrotondata sulla nuca e allungata nel senso del becco) che sembra incassata direttamente nel torso, becco piuttosto lungo e sottile incurvato verso il basso, ali appuntite e coda squadrata piuttosto lunga e dalle penne rigide, utile per appoggiarsi ai tronchi in posizione verticale, e forti zampe dalle lunghe dita artigliate.
Il piumaggio è dominato dorsalmente dalle tonalità del bruno più o meno scuro, variamente screziato di nerastro o di grigio-brunastro a dare un effetto mimetico, mentre l'area ventrale è più chiara.

## Biologia

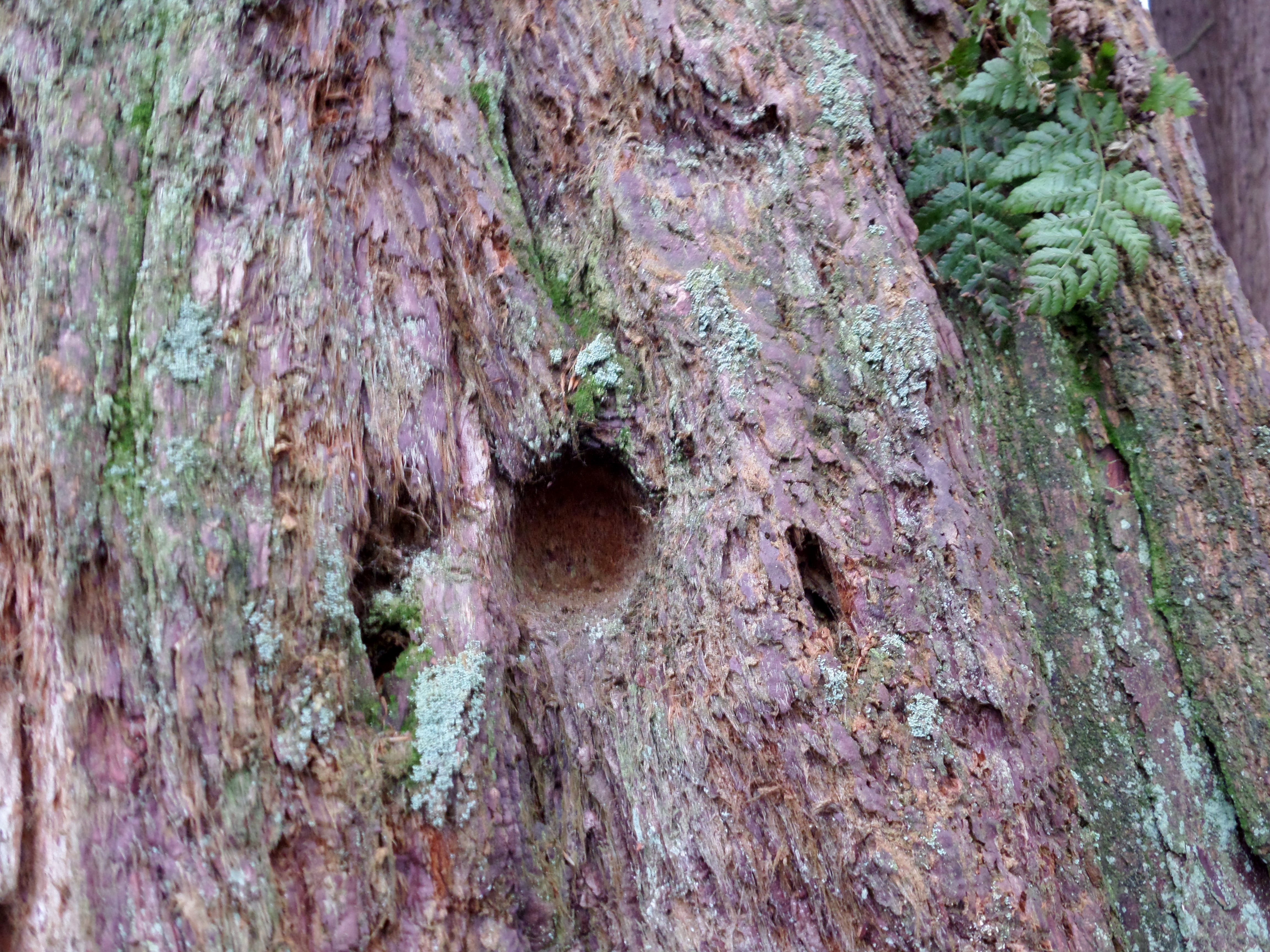
Tana-dormitorio di rampichino alpestre a Blair Castle.

Si tratta di uccelletti diurni, che vivono generalmente da soli o in coppie, riunendosi poi sul far della sera in gruppetti di una decina di individui, che si ammassano nelle cavità degli alberi per affrontare la notte riscaldandosi a vicenda.

I rampichini sono soliti percorrere i tronchi degli alberi saltellando a piedi giunti e disegnando traiettorie elicoidali attorno ai rami, utilizzando gli artigli per puntellarsi al substrato ed il becco come sonda fra le cavità e le spaccature della corteccia, al fine di trovare il cibo (rappresentato da piccoli insetti e ragni): a differenza delle sitte, i rampichini raramente discendono i tronchi a testa in giù, ma li risalgono partendo dal suolo ed usando la coda rigida per tenersi appoggiati in verticale (similmente ai picchi), volando poi alla base di un altro albero vicino e ricominciando l'iter.
Monogami, nidificano nelle spaccature dei tronchi e negli spazi formati dalla corteccia che si sta staccando, costruendo nidi a coppa piuttosto grossolani nei quali vengono deposte 3-9 uova. La cova dura un paio di settimane e viene portata avanti dalla femmina, mentre l'allevamento della prole è appannaggio di ambedue i partner.

## Distribuzione e habitat
La maggior parte delle specie è diffusa in Asia e più specificamente nelle pendici meridionali dell'Himalaya: il rampichino del Manipur vive anche in Indocina, il rampichino americano è diffuso in Nordamerica e due specie (il rampichino comune e il rampichino alpestre) vivono in Europa.
I rampichini sono abitatori delle foreste mature, con ciascuna specie che preferisce un determinato tipo di albero dominante, in modo tale da evitare fenomeni di competizione interspecifica laddove più specie si trovano in simpatria.

## Tassonomia

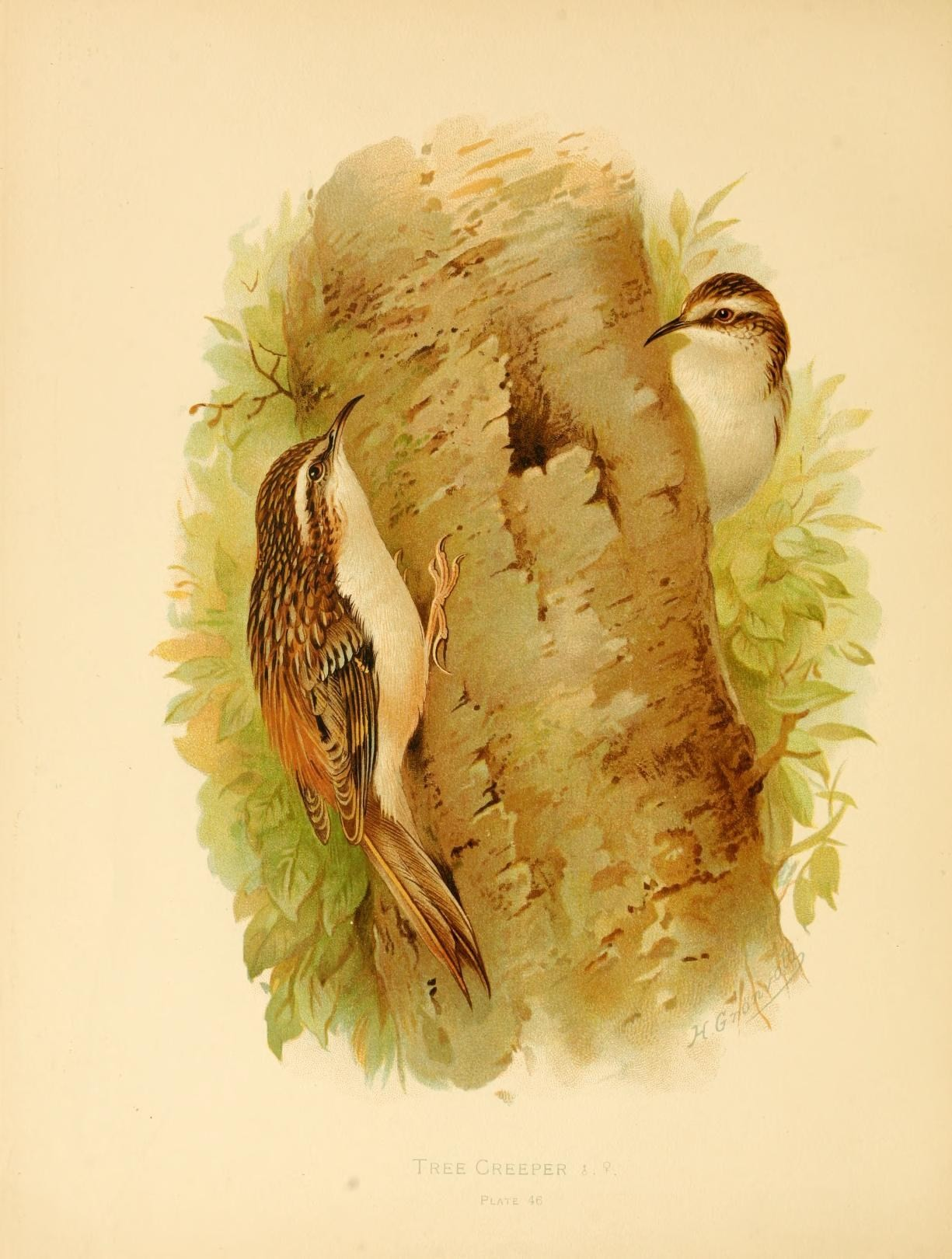
C. familiaris.

Al genere vengono ascritte nove specie:
Famiglia Certhiidae
- Genere Certhia
  - Certhia familiaris Linnaeus, 1758 - rampichino alpestre
  - Certhia hodgsoni Brooks, 1871 - rampichino del Kashmir
  - Certhia americana Bonaparte, 1838 - rampichino americano
  - Certhia brachydactyla Brehm, 1820 - rampichino comune
  - Certhia himalayana Vigors, 1832 - rampichino dell'Himalaya
  - Certhia nipalensis Blyth, 1845 - rampichino del Nepal
  - Certhia discolor Blyth, 1845 - rampichino del Sikkim
  - Certhia manipurensis Hume, 1881 - rampichino del Manipur
  - Certhia tianquanensis Li, 1995 - rampichino del Sichuan

A queste si aggiunge una specie fossile, Certhia immensa.
All'interno del genere sono distinguibili due cladi:
- un clade himalayano, comprendente le specie himalayana, nipalensis, discolor, manipurensis e tianuanensis, più ancestrale;
- un clade olartico, comprendente le specie familiaris, hodgsoni, americana e brachydacytla, rappresentato da una radiazione evolutiva del primo all'infuori del proprio luogo d'origine (il rampichino del Kashmir, pur vivendo nell'Himalaya, rappresenta in realtà un fenomeno di speciazione del rampichino comune[1]);

I due cladi presentano differenze nella livrea e soprattutto nelle vocalizzazioni.